# Jarmo Kärnä
Jarmo Kalevi Kärnä (* 4. August 1958 in Valtimo) ist ein ehemaliger finnischer Leichtathlet, der sich auf den Weitsprung spezialisiert hat.

## Sportliche Laufbahn
Erste internationale Erfahrungen sammelte Jarmo Kärnä vermutlich im Jahr 1982, als er bei den Europameisterschaften in Athen mit einer Weite von 7,70 m in der Qualifikationsrunde ausschied. Im Jahr darauf belegte er bei den Halleneuropameisterschaften in Budapest mit 7,73 m den sechsten Platz und im Sommer kam er bei den erstmals ausgetragenen Weltmeisterschaften in Helsinki mit 7,56 m nicht über die Vorrunde hinaus. 1987 belegte er bei den Halleneuropameisterschaften in Liévin mit 7,95 m den sechsten Platz und im September gelangte er bei den Weltmeisterschaften in Rom mit 7,83 m im Finale auf den 14. Platz. Im Jahr darauf belegte er bei den Halleneuropameisterschaften in Budapest mit 7,72 m den sechsten Platz und im Sommer klassierte er sich bei den Olympischen Sommerspielen in Seoul mit 7,82 m im Finale auf dem zehnten Platz. 1989 belegte er bei den Halleneuropameisterschaften in Den Haag mit 7,94 m den sechsten Platz, ehe er bei den Hallenweltmeisterschaften in Budapest mit 7,78 m auf Rang neun gelangte. Im Jahr darauf wurde er bei den Halleneuropameisterschaften in Glasgow mit 7,83 m Sechster und Ende August belegte er auch bei den Freiluft-Europameisterschaften in Split mit 7,95 m den sechsten Platz. 1991 schied er bei den Weltmeisterschaften in Tokio mit 7,79 m in der Qualifikationsrunde aus und im Jahr darauf gewann er bei den Halleneuropameisterschaften in Turin mit 7,96 m die Bronzemedaille hinter Dmitri Bagrjanow vom Vereinten Team und dem Deutschen Konstantin Krause. 1994 kam er bei den Europameisterschaften in Helsinki mit 7,55 m nicht über die Vorrunde hinaus und beendete daraufhin seine aktive sportliche Karriere im Alter von 36 Jahren.
In den Jahren von 1982 bis 1985 sowie 1987, 1988, 1991 und 1992 wurde Kärnä finnischer Meister im Weitsprung.